# Unionicolidae
Unionicolidae zijn  een familie van mijten. Bij de familie zijn 18 geslachten met circa 480 soorten ingedeeld.